# بيلايو سواريز
بيلايو سواريز (بالإسبانية: Pelayo Suárez)‏ هو لاعب كرة قدم إسباني، ولد في 9 يوليو 1998 في خيخون في إسبانيا. لعب مع سبورتينغ خيخون ب.

## وصلات خارجية
- بيلايو سواريز على موقع قاعدة بيانات كرة القدم.إي يو (الإنجليزية)
- بيلايو سواريز على موقع Soccerway.com (الإنجليزية)